# Scottish FA Cup 1919/20
Der Scottish FA Cup wurde 1919/20 zum 42. Mal ausgespielt. Der wichtigste Fußball-Pokalwettbewerb im schottischen Vereinsfußball wurde vom Schottischen Fußballverband geleitet und ausgetragen. Er begann am 24. Januar 1920 und endete mit dem Finale am 17. April 1920 im Hampden Park von Glasgow. Als Titelverteidiger startete Celtic Glasgow in den Wettbewerb, das im letzten Finale vor Ausbruch des Ersten Weltkriegs im Jahr 1914 den Pokal gegen Hibernian Edinburgh gewinnen konnte. Im ersten Endspiel nach sechs Jahren standen sich der FC Kilmarnock und die Albion Rovers gegenüber. Die Killies erreichten zum zweiten Mal nach 1898 das Endspiel im schottischen Pokal. Damals gab es eine Niederlage gegen die Glasgow Rangers. Für die Albion Rovers war es das erste Endspiel. Die Killies gewannen das Finale vor 95.000 Zuschauern im Hampden Park mit 3:2 und feierten damit zum 1. Mal in der Vereinsgeschichte den Pokalsieg. In der schottischen Meisterschaft wurde Kilmarnock Tabellenachter, und die Rovers letzter.

## 1. Runde
Ausgetragen wurden die Begegnungen am 24. Januar 1920. Die Wiederholungsspiele fanden am 27. und 31. Januar 1920 statt.
|                       | Ergebnis |                     |
| --------------------- | -------- | ------------------- |
| Albion Rovers         | 0:0      | FC Dykehead         |
| FC Armadale           | 1:0      | FC Clyde            |
| FC Cowdenbeath        | 0:1      | FC Aberdeen         |
| FC Dumbarton Harp     | 0:0      | Alloa Athletic      |
| FC Dundee             | 1:1      | Airdrieonians FC    |
| FC East Fife          | 4:0      | FC Arthurlie        |
| FC East Stirlingshire | 6:0      | FC Thornhill        |
| FC Galston            | 0:0      | Hibernian Edinburgh |
| Heart of Midlothian   | 5:1      | Nithsdale Wanderers |
| Lochgelly United      | 2:0      | Clachnacuddin F.C.  |
| Greenock Morton       | 4:0      | Forfar Athletic     |
| Partick Thistle       | 3:1      | FC Motherwell       |
| FC Queen’s Park       | 2:0      | Hamilton Academical |
| Glasgow Rangers       | 0:0      | FC Dumbarton        |
| FC Royal Albert       | 7:0      | Forres Mechanics    |
| Stevenston United     | 1:2      | FC St. Mirren       |
| Third Lanark          | 4:1      | FC Caledonian       |

### Wiederholungsspiele
|                     | Ergebnis |                   |
| ------------------- | -------- | ----------------- |
| Glasgow Rangers     | *1:0 *   | FC Dumbarton      |
| Alloa Athletic      | 1:0      | FC Dumbarton Harp |
| FC Dykehead         | 1:2      | Albion Rovers     |
| Hibernian Edinburgh | 2:1      | FC Galston        |
| Airdrieonians FC    | n. b.    | FC Dundee         |

## 2. Runde
Ausgetragen wurden die Begegnungen am 24. Januar und am 7. Februar 1920. Die Wiederholungsspiele fanden zwischen dem 11. und 18. Februar 1920 statt.
|                       | Ergebnis |                       |
| --------------------- | -------- | --------------------- |
| FC St. Bernard’s      | 2:0      | FC Bathgate           |
| Albion Rovers         | w/o      | FC Huntingtower       |
| FC Aberdeen           | 2:0      | Gala Fairydean Rovers |
| Alloa Athletic        | 0:2      | FC Kilmarnock         |
| FC Armadale           | 1:0      | Hibernian Edinburgh   |
| Ayr United            | 2:1      | FC St. Mirren         |
| Broxburn United       | 1:0      | Queen of the South    |
| FC Dundee             | 1:3      | Celtic Glasgow        |
| FC East Stirlingshire | 0:0      | Raith Rovers          |
| Heart of Midlothian   | 2:0      | FC Falkirk            |
| Lochgelly United      | 2:1      | FC Royal Albert       |
| Partick Thistle       | 5:0      | FC East Fife          |
| FC Queen’s Park       | 3:0      | FC Vale of Leithen    |
| Glasgow Rangers       | 5:0      | FC Arbroath           |
| FC St. Johnstone      | 1:1      | Greenock Morton       |
| Third Lanark          | 2:1      | FC Vale of Leven      |

### Wiederholungsspiele
|                 | Ergebnis |                       |
| --------------- | -------- | --------------------- |
| Greenock Morton | 5:3      | FC St. Johnstone      |
| Raith Rovers    | 1:1      | FC East Stirlingshire |

### 2. Wiederholungsspiel
|              | Ergebnis |                       |
| ------------ | -------- | --------------------- |
| Raith Rovers | *0:0 *   | FC East Stirlingshire |

### 3. Wiederholungsspiel
|              | Ergebnis |                       |
| ------------ | -------- | --------------------- |
| Raith Rovers | *4:0 *   | FC East Stirlingshire |

## Achtelfinale
Ausgetragen wurden die Begegnungen am 21. Februar 1920. Die Wiederholungsspiele fanden am 25. und 28. Februar 1920 statt.
|                  | Ergebnis |                     |
| ---------------- | -------- | ------------------- |
| FC Aberdeen      | 1:0      | Heart of Midlothian |
| FC Armadale      | 1:1      | Ayr United          |
| Celtic Glasgow   | 2:0      | Partick Thistle     |
| FC Kilmarnock    | 4:1      | FC Queen’s Park     |
| Lochgelly United | 0:3      | Third Lanark        |
| Raith Rovers     | 2:2      | Greenock Morton     |
| Glasgow Rangers  | 3:0      | Broxburn United     |
| FC St. Bernard’s | 1:1      | Albion Rovers       |

### Wiederholungsspiel
|                 | Ergebnis |                  |
| --------------- | -------- | ---------------- |
| Albion Rovers   | 4:1      | FC St. Bernard’s |
| Greenock Morton | 3:0      | Raith Rovers     |
| Ayr United      | 0:1      | FC Armadale      |

## Viertelfinale
Ausgetragen wurden die Begegnungen am 6. März 1920.
|                 | Ergebnis |                |
| --------------- | -------- | -------------- |
| Albion Rovers   | 2:1      | FC Aberdeen    |
| FC Armadale     | 1:2      | FC Kilmarnock  |
| Greenock Morton | 3:0      | Third Lanark   |
| Glasgow Rangers | 1:0      | Celtic Glasgow |

## Halbfinale
Ausgetragen wurden die Begegnungen am 27. März 1920. Die Wiederholungsspiele fanden am 31. März und 7. April 1920 statt.
|               | Ergebnis |                 |
| ------------- | -------- | --------------- |
| Albion Rovers | *1:1 *   | Glasgow Rangers |
| FC Kilmarnock | **3:2 ** | Greenock Morton |

### Wiederholungsspiel
|                 | Ergebnis |               |
| --------------- | -------- | ------------- |
| Glasgow Rangers | *0:0 *   | Albion Rovers |

### 2. Wiederholungsspiel
|               | Ergebnis |                 |
| ------------- | -------- | --------------- |
| Albion Rovers | *2:0 *   | Glasgow Rangers |

## Finale
| FC Kilmarnock                            | FC Kilmarnock | Albion Rovers | Albion Rovers |
| ---------------------------------------- | --- | --- | ------------- |
| FC Kilmarnock                            | \| Finale \| \| 17. April 1920 in Glasgow (Hampden Park) \| \| Ergebnis: 3:2 (1:1) \| \| Zuschauer: 95.000 \| \| Spielbericht \|                               | \| Finale \| \| 17. April 1920 in Glasgow (Hampden Park) \| \| Ergebnis: 3:2 (1:1) \| \| Zuschauer: 95.000 \| \| Spielbericht \| | Albion Rovers |
| FC Kilmarnock                            | Tom Blair - Tom Hamilton, David Gibson, Bagan, Shortt, Neave, Johnny McNaught, Mattha Smith, Jack Smith, Bill Culley, Malcolm McPhail Cheftrainer: Hugh Spence | Penman, Bell, Wilson, Black, Short, Ford, Hillhouse, Ribchester, James White, Jock White, Watson Cheftrainer: Archie Montgomery  | Albion Rovers |
| FC Kilmarnock                            | Jack Smith Bill Culley Short (Eigentor) | Hillhouse Watson | Albion Rovers |
| Finale                                   | | |               |
| 17. April 1920 in Glasgow (Hampden Park) | | |               |
| Ergebnis: 3:2 (1:1)                      | | |               |
| Zuschauer: 95.000                        | | |               |
| Spielbericht                             | | |               |